# Rodundwerk II
Das Wasserkraftwerk Rodund II ist ein Speicherkraftwerk der illwerke vkw AG im österreichischen Montafon.
Die beiden Werke Rodund I und Rodund II liegen unmittelbar miteinander verbunden auf dem Gemeindegebiet von Vandans.
Beide Kraftwerke nutzen den Höhenunterschied zum Staubecken Latschau oberhalb von Tschagguns aus.

## Geschichte und Verwendung
Das Rodundwerk II wurde zur Entlastung des Regelbetriebs des Rodundwerks I errichtet. Das Werk II wurde 1976 in Betrieb genommen.
Der hydraulische Maschinensatz des Rodundwerkes II ist eine Pumpturbine (Francis-Turbine). Diese kann in die eine Drehrichtung als Turbine (Generatorbetrieb), in der anderen Drehrichtung als Pumpe (Pumpbetrieb) arbeiten.
Auch der Generator und der Motor des Maschinensatzes ist in einer Maschine vereint (luftgekühlter Motorgenerator). Die Regelung des Generators erfolgt über die Wasserdurchflussmenge. Die Anfahrregelung im Pumpbetrieb wird thyristorgesteuert durch einen Umrichter realisiert.
1976 war das Rodundwerk II das leistungsstärkste Pumpspeicherkraftwerk in Europa. Aufgrund von starken Schwingungen konnte der ursprüngliche Maschinensatz im Regelbereich von 0 bis 110 MW (bei Maximallast 276 MW) jedoch nicht im Dauerbetrieb verwendet werden. Die Pumpturbine des Rodundwerkes II zeichnet sich neben ihrer Anfahrschnelligkeit auch durch ihren hohen Wirkungsgrad und ihre Leistungsfähigkeit für Wirkleistungs- und Blindleistungsregelungsaufgaben im Netz aus.
Das Rodundwerk II dient, neben der Erzeugung von Spitzen- und Regelenergie, der Wälzpumpspeicherung.
Bis zur Inbetriebnahme des Kopswerks II (2008) war das Rodundwerk II das stärkste Kraftwerk in Vorarlberg.

## Technische Daten
Das Kraftwerk ist in einem frei stehenden Krafthaus untergebracht. Der Maschinensatz selbst ist eine vertikale Maschine (Schachtkraftwerk). Diese besteht aus einer Francis-Turbine, gekuppelt mit einem Motorgenerator. Gesamtgewicht Laufrad, Welle und Rotor: 487 Tonnen
- Engpassleistung (Turbinennennleistung): bis 2009: 276 MW, ab 2011 (nach Schadensfall): 295 MW
- Aufgenommene Motorleistung im Pumpbetrieb (2011): 286 MW
- Regelarbeitsvermögen (2011): 486 GWh
- Generatornennleistung: bis 2009: 310 MVA, ab 2011: 345 MVA

Das Rodundwerk II nutzt, wie das Rodundwerk I, die Gefällstufe Latschau–Rodund. Es ist jedoch vom Rodundwerk I hydraulisch bis zum Unterwasserbecken Rodund (Rodundbecken I bis III) vollkommen getrennt (eigener Druckschacht).
- Rohfallhöhe ca. 350 m
- Wasserdurchfluss im Generatorbetrieb: bis 2009: 90 m3/s, ab 2011: 98 m3/s
- Wasserdurchfluss im Pumpbetrieb (ab 2011): 73 m3/s.

## Schadensfall 2009
Am 3. Juli 2009 wurde das Rodundwerk II wegen eines Gewitters automatisch abgeschaltet (Notabschaltung).
Durch die Notabschaltung wurde ein etwa sieben Tonnen schwerer Pol aus dem Rotor gelöst (Rotorbleche). Dieser zerstörte den Generator und die Turbine (Totalschaden). Durch austretendes Lageröl kam es zusätzlich zu einem Brand.
Im Zuge der Reparatur wurde ein neuer Maschinensatz mit einer rund 11 % höheren Leistung eingebaut. Die offizielle Wiederinbetriebnahme erfolgte am 30. Dezember 2011 nach einem Betriebsstillstand von 913 Tagen. Die Kosten der Wiederherstellung betrugen rund 65 Millionen Euro.